# جودفراي
جودفراي (بالإنجليزية: Godfrey)‏ هو ممثل أمريكي، ولد في 21 يوليو 1969 بلنكن في الولايات المتحدة.

## وصلات خارجية
- جودفراي على موقع IMDb (الإنجليزية)
- جودفراي على موقع ميوزك برينز (الإنجليزية)
- جودفراي على موقع قاعدة بيانات الفيلم (الإنجليزية)